# مقصورة (مكتبة)

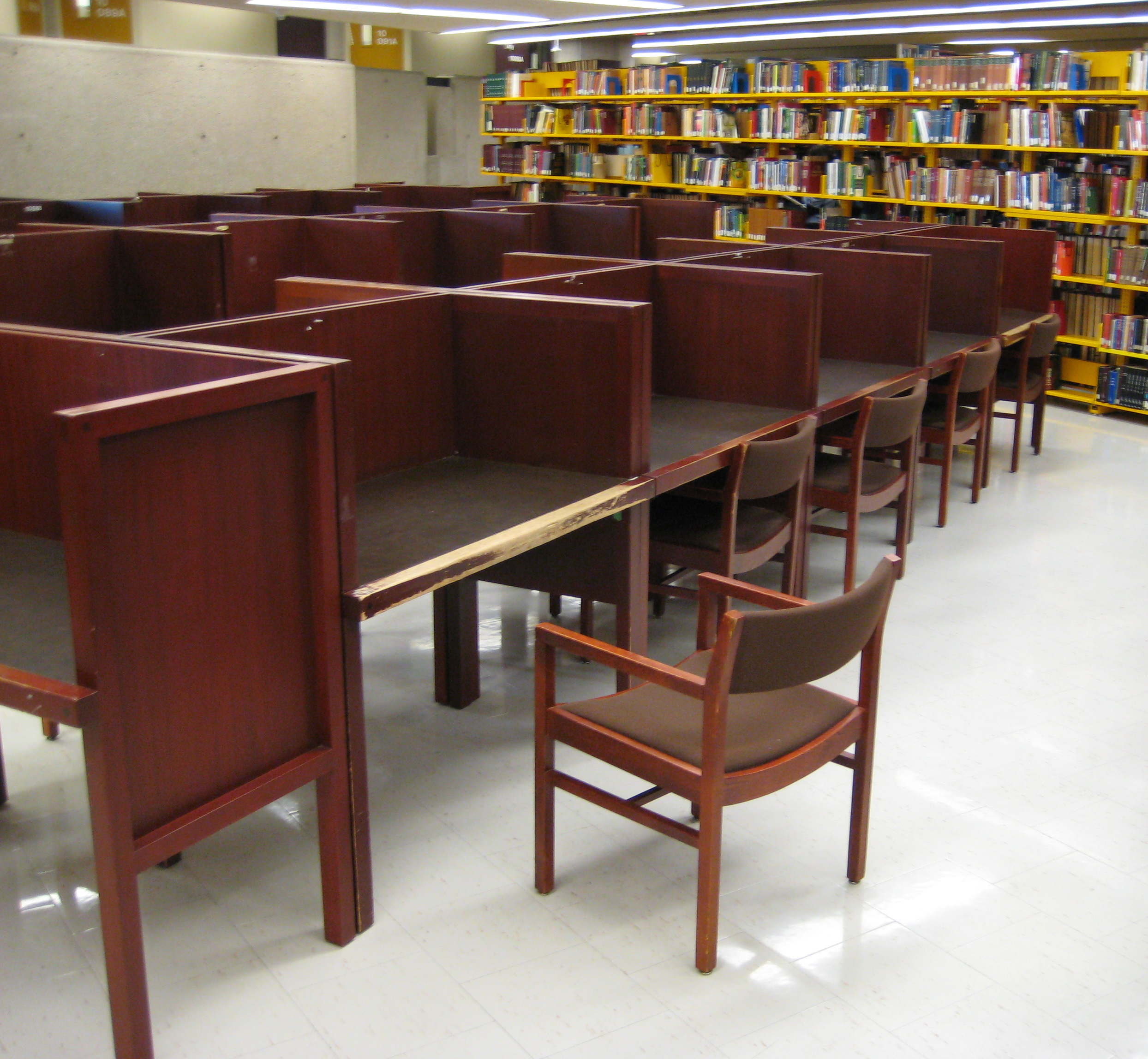
مجموعة من المقصورات الدراسية في مكتبة.

المَقصورة هي مكتب يغلب وجوده في المكتبات ذات حُجَرِ في الخلف وجوانب لتوفير الخصوصية. 